# Luče
Luče là một khu tự quản (tiếng Slovenia: občine, số ít – občina) trong vùng Savinjska của Slovenia. Luče có diện tích 109.5 km2, dân số là theo điều tra ngày 31 tháng 3 năm 2002 là 1609 người. Thủ phủ khu tự quản Luče đóng tại Luce.